# Ilià Smirin
Ilià Iúlievitx Smirin (en hebreu: איליה יוליביץ' סמירין; en rus: Илья Юльевич Смирин); nascut el 21 de gener de 1968, a Belarús, és un jugador d'escacs israelià, que anteriorment havia jugat sota bandera soviètica. Té el títol de Gran Mestre des de 1990.
A la llista d'Elo de la FIDE del gener de 2022, hi tenia un Elo de 2614 punts, cosa que en feia el jugador número 4 (en actiu) d'Israel, i el número 186 del rànquing mundial. És un dels pocs jugadors que han aconseguit de superar la barrera dels 2.700 punts: el seu màxim Elo va ser de 2702 punts, a la llista de juliol de 2001 (posició 15 al rànquing mundial).
|  |

## Biografia
La carrera escaquística de Smirin va començar a la Unió Soviètica. Smirin aconseguí diplomar-se com a Professor i Entrenador d'escacs a l'Institut Estatal de Cultura Física de Belarús a Minsk. El 1992 va emigrar a Israel i des de llavors ha estat un els millors jugadors israelians, i ha representat aquell país a les Olimpíades d'escacs i en altres esdeveniments internacionals com a jugador de l'equip nacional d'Israel. És membre del club d'escacs d'Ashdod.

## Resultats destacats en competició
Smirin va guanyar la primera lliga del Campionat de l'URSS el 1987 i el 1989, el Campionat d'Israel de 1992 i 2002 i els torneigs de classificació per al World Grand Prix de la PCA de 1994 i 1995.
D'altres èxits en torneigs inclouen primers llocs a Iekaterinburg (1987), o Nova York (1994). El 2000 va guanyar el prestigiós Obert de Nova York, el 2001 empatà al primer lloc al World Open de Filadèlfia (el campió al desempat fou Alexander Goldin), i guanyà el fort torneig de Dos Hermanas, i el 2002 guanyà el fort Torneig Magistral del Festival d'escacs de Biel, a Suïssa. El 2002 i 2003 empatà al primer lloc al World Open de Filadèlfia.
A l'autumne de 2005, va participar en la Copa del món de 2005 a Khanti-Mansisk, un torneig classificatori per al cicle del Campionat del món de 2007, on va tenir una actuació regular, i fou eliminat en tercera ronda (setzens de final) per Gata Kamsky.
El 2007 va guanyar el Torneig Internacional Acropolis, a Atenes, amb una puntuació de 7/9, mig punt per damunt del segon. El 2008 ampatà al primer lloc amb Evgeni Postni a Maalot-Tarshiha. El 2014 guanyà el fort World Open a Arlington, i l'any següent hi empatà al primer lloc (el campió al desempat fou Aleksandr Lenderman).
El juliol de 2016 a Varsòvia (Polònia) fou subcampió del Memorial Miguel Najdorf destacat amb 7 punts de 9, mig punt per darrere de Grzegorz Gajewski.

## Partides notables
En aquesta partida, Smirin, amb negres, deixa fora de joc el Campió del món regnant:
Vladímir Kràmnik - Ilià Smirin, Matx Rússia contra la resta del món, Moscou, 2002
1.d4 Cf6 2.c4 g6 3.Cc3 Ag7 4.e4 d6 5.Cf3 O-O 6.Ae2 e5 7.O-O Cc6 8.d5 Ce7 9.b4 Ch5 10.Te1 a5 11.bxa5 f5 12.Cd2 Cf6 13.c5 Txa5 14.cxd6 cxd6 15.a4 Ah6 16.Aa3 Axd2 17.Dxd2 fxe4 18.Ab5 Af5 19.h3 Ta8 20.g4 Ac8 21.Cxe4 Cxe4 22.Txe4 Ad7 23.Af1 Axa4 24.Ab4 b5 25.Ta3 Tc8 26.Tc3 Db6 27.Ag2 Txc3 28.Axc3 Bb3 29.Te1 Ac4 30.Aa5 Db7 31.Td1 Tf4 32.Ac3 Ab3 33.Axe5 dxe5 34.d6 Dd7 35.Tc1 Ac4 36.Db4 Cc8 37.Dc5 Cxd6 38.Dxe5 Tf8 39.Td1 Cf7 0-1